# Abderos
Abderos (Oudgrieks Αβδηρος, "zoon van de strijd") is in de Griekse mythologie een goddelijke held, een vermoedelijke zoon van Hermes en eponiem van Abdera.
Om zijn Achtste Werk te voltooien, bracht Herakles zijn eromenos Abderos en een aantal anderen mee naar de Thracische koning Diomedes om de vier wilde merries van Diomedes te vangen. Herakles overmande de stalknechten en dreef de merries naar zee, waar Adberos op hen zou letten. Toen Herakles weg was, verslonden de merries Abderos. Als wraak hierop voerde Herakles de levende Diomedes aan zijn eigen merries.
Niet ver gelegen van Adberos' graftombe stichtte Herakles de stad Abdera, waar agones (atletische sporten als boksen, pankration en worstelen) werden gehouden ter ere van Abderos.
De Franse historicus Bernard Sergent concludeerde dat Abderos met zijn erastes Herakles, de mythologische grondleggers waren van de pederastie die van zowel pedagogische als onderzoekende aard was.
Sommigen beweren dat Adberos een zoon van Hermes was, terwijl anderen beweren dat hij de zoon was van Opian Menoetius, een vriend van Herakles. Dit zou hem een broer maken van Patroclus die omkwam in Troje.

## Referentie
- T.T. Kroon, art. Abderus, in T.T. Kroon, Mythologisch Woordenboek, 's Gravenshage, 1875, p. 1.